# Spey
Pour les articles homonymes, voir Spey (homonymie).

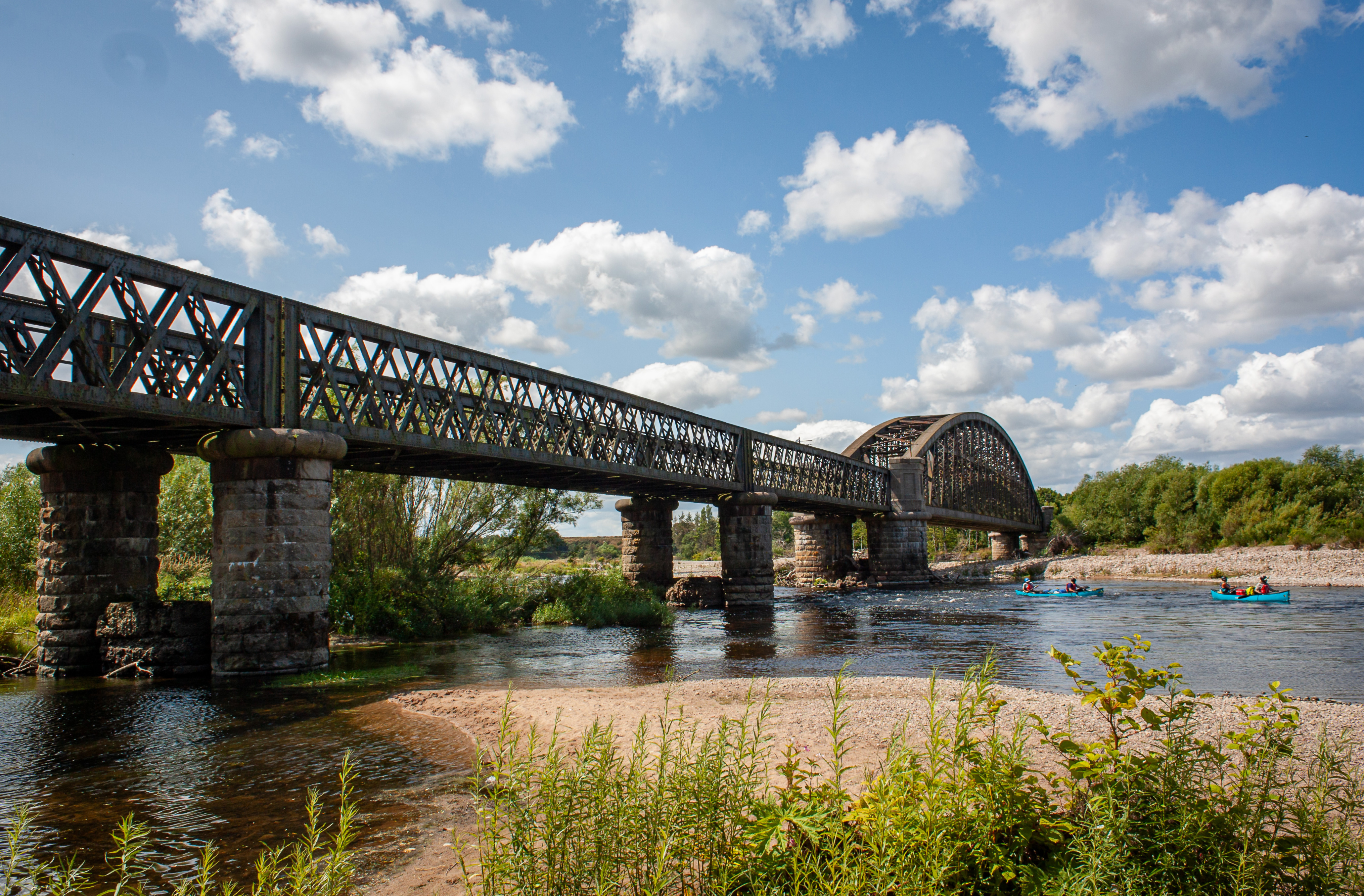
Pont Spey près de Garmouth

Le Spey (en anglais : River Spey ; en gaélique écossais : Uisge Spè) est le deuxième fleuve le plus long d'Écosse (172 km).